# Neuseeländische Badmintonmeisterschaft 2014
Die Neuseeländische Badmintonmeisterschaft 2014 fand vom 31. Mai bis zum 2. Juni 2014 in Hamilton statt.

## Austragungsort
- Eastlink Badminton Stadium, Hamilton

## Medaillengewinner
| Disziplin    | Gold                            | Silber                    | Bronze                                    |
| ------------ | ------------------------------- | ------------------------- | ----------------------------------------- |
| Herreneinzel | Luke Charlesworth               | Dylan Soedjasa            | Brent Miller                              |
| Dameneinzel  | Vicki Copeland                  | Anona Pak                 | Felicity Leydon-Davis                     |
| Herrendoppel | Henry Tam Brent Miller          | Thomas Ellis Wayne Newman | Jonathan Curtin Dylan Henton              |
| Damendoppel  | Emma Chapple Danielle Tahuri    | Vicki Copeland Anona Pak  | Madeleine Stapleton Susannah Leydon-Davis |
| Mixed        | Henry Tam Susannah Leydon-Davis | Maika Phillips Anona Pak  | Niccolo Tagle Angie Leung                 |